# NIC-52B
La NIC-52B  es una importante carretera nacional clasificada como colectora secundaria en Nicaragua. Esta vía comienza en el Sur en El Velero, Departamento de León y culmina en el Norte en la NIC-52 en Puerto Sandino, departamento de León.

## Extensión
Con una extensión de 5,41 millas (8,7 km), la NIC-52B juega un rol clave en la conectividad y transporte de la región.